# Sky Witness
Sky Witness è un canale televisivo del Regno Unito di proprietà dell'azienda Sky Group; nato nel 1993 come UK Living, ha assunto l'attuale denominazione nell'agosto 2018.
Originariamente il palinsesto era rivolto a un pubblico femminile e di giovani adulti. Recentemente, con la trasmissione di serie come CSI: Crime Scene Investigation, Boston Legal e The Blacklist, il canale ha ampliato il suo target.

## Storia
Il canale ha iniziato a trasmettere il 1º settembre 1993 come UK Living e faceva parte del network Sky Multichannels.
UK Living era inizialmente di proprietà di una partnership costituita da tre società: Thames Television, Tele-Communications Inc. e l'azienda di telecomunicazioni via cavo Cox Enterprises, con un budget di 25 milioni di sterline. Il canale era principalmente rivolto a un target di donne di età compresa tra i 25 e i 45 anni, con una programmazione composta da film, drama, talk show e soap opera. La maggior parte dei programmi proveniva dagli archivi di Thames Television e BBC.
Nel gennaio 1994, Flextech (più tardi conosciuta come Virgin Media Television e Living TV Group), rilevò le azioni di TCI nel Regno Unito come parte di un accordo tra le due società.
Nel 1996, Telewest, una divisione di Flextech, ottenne il pieno controllo, dopo aver acquisito l'ormai chiusa Thames Television e Cox Enterprises. Poco dopo il canale si allontana dal legame con la programmazione della BBC, e aumenta il numero di programmi di provenienza americana.
Nel 1997, quando BBC e Flextech lanciarono il network UKTV, con UK Style, UK Horizons e UK Arena, si decise di lasciar separato UK Living. Come conseguenza di tale decisione, fu rimosso il marchio "UK" per evitare ulteriore confusione; UK Living, quindi, divenne Living.
Il canale venne ribattezzato LIVINGtv all'inizio del 2002.
Il 25 ottobre 2010 BSkyB annuncia che Living sarebbe diventato Sky Living nel corso del 2011 e sposta di conseguenza la sua posizione dal canale 112 al 107, tra Sky One e Sky Atlantic, evidenziando così la sua linea editoriale improntata all'intrattenimento. Il 1º febbraio 2011 ha adottato la nuova denominazione.
L'8 giugno 2018, Sky annuncia che Sky Living sarebbe stato ribattezzato Sky Witness, ponendo fine al marchio Living dopo quasi 25 anni. Il cambio di nome avviene il 6 agosto successivo.